# Red State
Red State (bra: Seita Mortal) é um filme de terror independente estadunidense de 2011 dirigido por Kevin Smith.
O plano de Kevin era lançar o filme de forma independente pela SModcast Pictures com uma sessão itinerante por várias cidades, antes de lançá-lo oficialmente em 19 de outubro de 2011. Kevin afirmou que Mel Gibson foi sua inspiração em como distribuir o filme, citando The Passion of the Christ como um exemplo de um longa metragem distribuído de forma independente e eficaz.
Em 28 de junho de 2011, Kevin anunciou que o filme ficaria em cartaz por uma semana no New Beverly Cinema de Quentin Tarantino, tornando o filme e seus atores passíveis de indicações para o Óscar. O filme foi lançado por vídeo sob demanda em 1 de setembro de 2011, pela Lionsgate. Foi lançado em alguns cinemas novamente por uma noite apenas em 23 de setembro de 2011. (pela SModcast Pictures), e foi lançado em DVD em 18 de outubro do mesmo ano.

## Enredo
Enquanto sua mãe o leva para a escola, Travis (Michael Angarano) observa um pequeno grupo removendo uma sirene de um quartel do corpo de bombeiros e, posteriormente, membros da Igreja Five Points Trinity, formada por fiéis consanguíneos e liderada por Abin Cooper (Michael Parks), protestando no funeral de um adolescente homossexual que havia sido encontrado morto.
Na escola, Jared (Kyle Gallner), um amigo de Travis, revela que foi convidado por uma mulher que conheceu em um site de sexo para fazer sexo grupal com ele, Travis e Billy Ray (Nicholas Braun), outro amigo deles. Eles pegam o carro dos pais de Travis emprestado e vão até o local do encontro. No caminho, eles acidentalmente raspam o carro em um outro veículo, que estava estacionado na estrada. Eles fogem. Dentro do carro, o xerife local Sheriff Wynan (Stephen Root), fazia sexo com outro homem.
Quando chega à delegacia, Wynan pede que seu funcionário Pete (Matt L. Jones) vá atrás do carro que raspou no dele. Enquanto isso, os garotos chegam ao trailer onde se encontrarão com a mulher que os convidou, Sarah Cooper (Melissa Leo). Ela os incentiva a beber, e os garotos adormecem com sedativos que ela colocou na bebida. Jared desperta dentro de uma gaiola em movimento e coberta por um tecido. A gaiola é deixada dentro do santuário da Five Points, onde Abin dá um sermão homofóbico para alguns fiéis. Amarrado a uma cruz, um homossexual atraído até eles por meio de uma sala de bate-papo online é executado com um tiro na cabeça, e em seguida seu corpo é jogado em uma vala embaixo do santuário, onde Travis e Billy Ray etão presos.
Abin começa a amarrar Jared à cruz, mas para quando vê com uma câmera de segurança que Pete chegou ao local. Enquanto isso, Travis e Billy Ray usam um osso do morto para romper as fitas adesivas que os prendem. A fuga deles é ouvida pelo fiel Caleb (Ralph Garman), que levanta a tampa do calabouço a tempo de ver Billy Ray escapar, abandonando Travis, que não conseguiu se soltar. Caleb persegue Billy Ray no subsolo da igreja até uma sala cheia de armas de fogo, onde os dois acabam se baleando mortalmente ao mesmo tempo. Pete ouve os tiros e contata Wynan para pedir reforços, mas é morto por Mordechai (James Parks). Abin toma o radiofone e chantageia Wynan, afirmando que exibirá fotos de suas práticas homossexuais à sua esposa se ele intervier em sua igreja. Wynan então liga para Joseph Keenan (John Goodman), um agente da Agência de Álcool, Tabaco, Armas de Fogo e Explosivos, que planeja uma invasão à igreja.
Enquanto a família lamenta a morte de Caleb, Travis, que se libertou e se deitou com Billy Ray para se fingir de morto, arma-se com um fuzil e tenta fugir. Joseph, Wynan e vários agentes chegam ao local e cercam a propriedade. Billy Ray é morto por Wynan enquanto corria após o xerife o confundir com um membro da igreja. Kenan tenta negociar com a família, mas é recebido a tiros e uma batalha se inicia. Enquanto o tiroteio acontece, Kenan recebe uma ligação de seus superiores, na qual é ordenado a matar todos os que estiverem na igreja para que não restem testemunhas. A contragosto, Joseph decide acatar.
Enquanto isso, a fiel Cheyenne (Kerry Bishé) tenta escapar e é capturada por um agente (Marc Blucas), que ameaça executá-la, mas hesita. Sarah, mãe de Cheyenne, surge e o mata. Chayenne retorna à casa e liberta Jared, para pedir que ele a ajude a escapar com as crianças, mas ele se recusa por seus amigos terem sido mortos pela família dela. Enquanto discutem, Sarah ouve os gritos e ataca Jared. Cheyenne tenta apartar a briga e acaba acidentalmente matando a própria mãe com um tiro. Cheyenne então coloca as crianças no sótão e Jared decide ajudá-la a fugir. No caminho, eles se deparam com Kenan e tentam convencê-lo a poupar as crianças. O agente Harry (Kevin Alejandro), que em outro momento havia contestado as ordens de Joseph para matar todos, surge e executa os dois jovens.
O tiroteio é interrompido quando um som alto de trompetas começa a soar. Os membros sobreviventes da igreja largam suas armas, emergem da igreja e confraternizam enquanto Abin afirma que as trompetas são um sinal do arrebatamento que está vindo. Ele então se aproxima da equipe da agência e encara Joseph de perto, afirmando que o julgamento de Deus está chegando.
O filme então corta para sete dias depois, quando Joseph é interrogado por agentes de alta patente. Ele afirma que, após ser encarado por Abin, ele lhe acertou uma cabeçada e colocou todos os outros membros sob custódia. Ele explica, então, que o som de trompetas vinham de um iPod ligado a uma sirene bombeiros que alguns maconheiros haviam instalado em sua fazenda para irritar Abin - a mesma sirene cujo roubo Travis testemunhou no início do filme. Joseph é então promovido, apesar de ter desobedecido as ordens para matar todos os membros da igreja. Surpreso, ele ouve dos seus superiores que a decisão de matar a família era pessoal e que a solução alternativa de deixar que sejam punidos como terroristas sem direitos constitucionais e sem direito a julgamento já era o suficiente.
Abin é então visto em uma cela cantando uma canção religiosa até que um outro prisioneiro (Kevin Smith) é ouvido mandando-o se calar.

## Elenco
- Michael Parks como Pastor Abin Cooper
- John Goodman como Agente Especial Keenan, da AFT, investigando a propriedade de Coooper.
- Melissa Leo como Sarah Cooper, filha do Pastor Cooper, esposa de Caleb e mae de Cheyenne
- Kyle Gallner como Jared, o adolescente que respondeu ao pedido de encontro sexual
- Kerry Bishé como Cheyenne, filha de Sarah e Caleb e neta de Abin
- Michael Angarano como Travis, amigo de Jared
- Nicholas Braun como Billy Ray, outro amigo de Jared
- Ralph Garman como Caleb, marido de Sarah genro de Abin e pai de Cheyenne
- Stephen Root como Xerife Wynan
- James Parks como Mordechai, filho do Pastor Cooper e pai de Fiona May
- Haley Ramm como Maggie
- Kevin Pollak como Agent Especial da AFT Brooks
- Matt L. Jones como Vice-xerife Pete
- Kevin Alejandro como Agente Tático Harry
- Anna Gunn como Mãe de Travis
- Betty Aberlin como Abigail
- Marc Blucas como Atirador de elite da ATF
- Elizabeth Tripp como Melanie, neta de Abin e filha de Caleb e Sarah
- Jennifer Schwalbach Smith como Esther, esposa de Mordechai e mãe de Fiona May
- Molly Livingston como Fiona May, neta de Abin e filha de Mordechai e Ester.
- Alexa Nikolas como Jesse
- Hoc Sy como Butch
- Kevin Smith como o preso que manda Abin Cooper se calar no final do filme